# Oney Lorcan
Christopher Girard (Boston, 21 de dezembro de 1985) é um lutador de luta livre profissional estadunidense mais conhecido pelo seu nome no ringue Oney Lorcan. Atualmente trabalha para a WWE como um treinador, tendo previamente trabalhado nos shows televisivos 205 Live e NXT, no qual foi Campeão de Duplas com Danny Burch. Girard trabalhou por anos no circuito independente, aparecendo em várias promoções, incluindo Combat Zone Wrestling, Pro Wrestling Guerrilla, Top Rope Promotions e Chaotic Wrestling sob o nome Biff Busick. Além destas, também apareceu noutras promoções reconhecidas, como Westside Xtreme Wrestling, EVOLVE e Dragon Gate USA.

## Na luta livre
- Movimentos de finalização

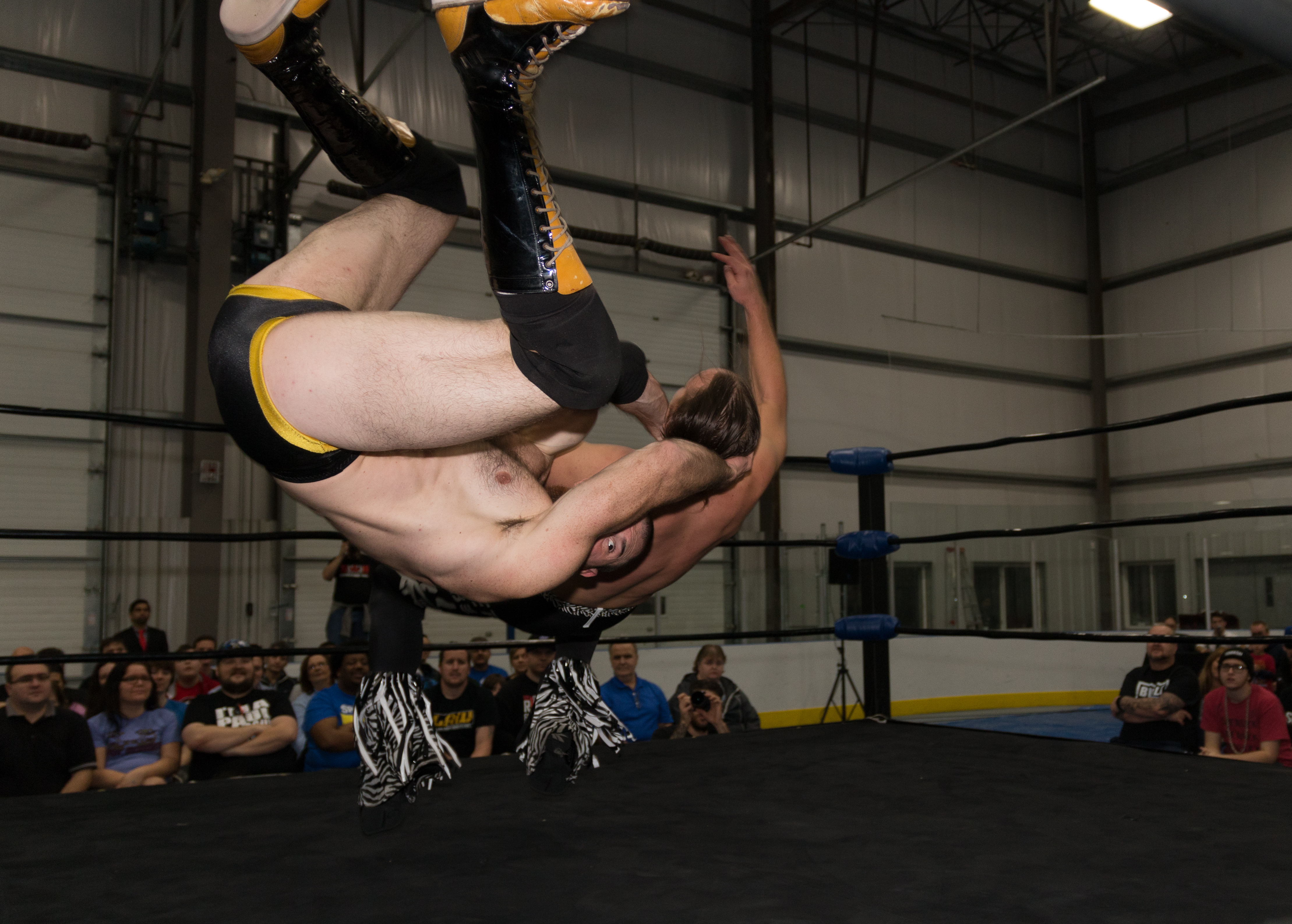
Busick aplicando um running somersault neckbreaker em Nick Jackson

  - Half and half suplex, às vezes da terceira corda[4]
  - Single leg Boston crab[5]
- Movimentos secundários
  - Blockbuster (Diving somersault neckbreaker)
  - Lariat[4]
  - Neckbreaker[4]
  - Running back elbow em um oponente cercado no canto do ringue[6]
- Alcunhas
  - "The Manliest Man"[1]
- Temas de entrada
  - "Bro Hymn Tribute" por Pennywise (Circuito independente)
  - "Take It If You Want It" por Sonoton Music (NXT; 24 de fevereiro de 2016)
  - "Combative" por CFO$ (NXT/WWE; 22 de junho 2016 – presente)

## Campeonatos e prêmios
- Beyond Wrestling
  - Greatest Rivals Round Robin Tournament (2015)[7]
  - Tournament For Tomorrow 3:16 (2014) – com Drew Gulak[8]
- Combat Zone Wrestling
  - CZW World Heavyweight Championship (1 vez)[9]
- Premier Wrestling Federation Northeast
  - PWF Northeast Lightning Cup Championship (1 vez)[10]
- Pro Wrestling Illustrated
  - PWI colocou-o em 157º dos 500 melhores lutadores na PWI 500 em 2014
- Top Rope Promotions
  - TRP Heavyweight Championship (1 vez)[11]
  - TRP Interstate Championship (1 vez)[12]
  - TRP Kowalski Cup Tournament (2013)
- Wrestling Is Respect
  - Quest to the Best (2013)[13]